# Klorbenzen
Klorbenzen (C6H5Cl, fenil klorid, benzenklorid, monoklorbenzen, fenil) je aromatičan organski spoj. Bezbojna je i zapaljiva tekućina.

## Proizvodnja (sinteziranje)
Proizvodi se kloriranjem benzena, a industrijski se dobiva posredno; kloriranjem ugljikovodika vodik se zamjenjuje klorom, pa nastaju klorovi derivati ugljikovodika metil-klorid, kloroform te klorbenzen.

## Upotreba
Klorbenzen se naširoko koristi kao posrednik (intermedijer) u proizvodnji tekstila, fenola, anilina, herbicida, pesticida, DDT-a (1,1-difeniletan, insekticid), bojila i guma. Koristi se često kao otapalo.

p-Diklorbenzen upotrebljava se kao larvicid protiv moljaca i insekata koji buše drvo breskve.

o-Diklorbenzen sa sadržajem 4% para-izomera upotrebljava se kao medij za prijenos topline u intervalu 150 °C- 250 °C. Relativna tehnička važnost klorbenzena, p-diklorbenzena i o-diklorbenzena ogleda se u proizvodnji u USA, koja je 1955.g. iznosila 200 000 tona klorbenzena, 25 000 tona para- i 12 000 tona orto– diklorbenzena.